# Сан-Джованни-Вальдарно
Сан-Джова́нни-Вальда́рно (итал. San Giovanni Valdarno) — коммуна в Италии, расположена в области Тоскана, в провинции Ареццо.
Население коммуны составляет 17 067 человек (2008 г.), плотность населения составляет 801 чел./км². Коммуна занимает площадь 21 км². Почтовый индекс — 52027. Телефонный код — 055.
Покровителем коммуны почитается святой Иоанн Креститель, празднование 29 июня.

## Демография
Динамика населения:

## Администрация коммуны
- Официальный сайт: http://www.comune.san-giovanni-valdarno.ar.it/